# Molson Indy Toronto 1990
Molson Indy Toronto 1990 var ett race som var den nionde deltävlingen i PPG IndyCar World Series 1990. Racet kördes den 22 juli på Exhibition Place i centrala Toronto. Al Unser Jr. tog hand om segern, samt mästerskapsledningen. Han var hela 38 sekunder före tvåan Michael Andretti i mål. Eddie Cheever slutade på tredje plats.

## Slutresultat
| Plats | Förare                | Team                     | Grid | Kvaltid  |
| ----- | --------------------- | ------------------------ | ---- | -------- |
| 1     | Al Unser Jr.          | Galles-Kraco Racing      | 8    | 1.00,974 |
| 2     | Michael Andretti      | Newman/Haas Racing       | 2    | 59,903   |
| 3     | Eddie Cheever         | Chip Ganassi Racing      | 13   | 1.02,078 |
| 4     | Danny Sullivan        | Marlboro Team Penske     | 1    | 59,883   |
| 5     | Arie Luyendyk         | Doug Shierson Racing     | 9    | 1.01,215 |
| 6     | Mario Andretti        | Newman/Haas Racing       | 3    | 1.00,304 |
| 7     | Didier Theys          | Vince Granatelli Racing  | 12   | 1.02,030 |
| 8     | Dominic Dobson        | Bruce Leven Racing       | 20   | 1.03,306 |
| 9     | Scott Goodyear        | Doug Shierson Racing     | 19   | 1.03,234 |
| 10    | Raul Boesel           | Truesports Co.           | 14   | 1.02,248 |
| 11    | Mike Groff            | Euromotorsport           | 22   | 1.03,933 |
| 12    | Rick Mears            | Penske Racing            | 6    | 1.00,729 |
| 13    | John Andretti         | Porsche Motorsports      | 10   | 1.01,744 |
| 14    | Scott Brayton         | Dick Simon Racing        | 15   | 1.02,357 |
| 15    | Teo Fabi              | Porsche Motorsports      | 5    | 1.00,532 |
| 16    | A.J. Foyt             | A.J. Foyt Enterprises    | 27   | -        |
| 17    | Randy Lewis           | Arciero Racing           | 26   | 1.06,519 |
| 18    | Pancho Carter         | Leader Cards Racing      | 18   | 1.03,219 |
| 19    | Dean Hall             | Dale Coyne Racing        | 21   | 1.03,841 |
| 20    | Emerson Fittipaldi    | Marlboro Team Penske     | 7    | 1.00,760 |
| 21    | Michael Greenfield    | Greenfield Competition   | 25   | 1.06,415 |
| 22    | Bobby Rahal           | Galles-Kraco Racing      | 4    | 1.00,399 |
| 23    | Guido Daccò           | Nu-Tech Motorsports      | 24   | 1.05,452 |
| 24    | Jeff Wood             | Todd Walther Racing      | 17   | 1.03,177 |
| 25    | Jon Beekhuis          | P.I.G. Racing            | 11   | 1.01,808 |
| 26    | Tony Bettenhausen Jr. | Bettenhausen Motorsports | 23   | 1.05,150 |
| 27    | Willy T. Ribbs        | Raynor Motorsports Group | 16   | 1.02,742 |